# Pavetta nana
Pavetta nana är en måreväxtart som beskrevs av Karl Moritz Schumann. Pavetta nana ingår i släktet Pavetta och familjen måreväxter.
Artens utbredningsområde är Angola. Inga underarter finns listade i Catalogue of Life.